# 马拉尼昂河畔圣塞巴斯蒂昂
马拉尼昂河畔圣塞巴斯蒂昂是巴西米纳斯吉拉斯州的一个市镇。总面积519.302平方公里，总人口11686人，人口密度22.5人/平方公里。